# Ярыгин, Владимир Александрович
Владимир Александрович Ярыгин (род. 1 апреля 1950 года) — советский и российский конструктор стрелкового оружия. Заслуженный конструктор Российской Федерации.

## Биография
Окончил Ижевский механический институт в 1973 году по специальности, инженер-механик. С 1973 г. — приступил к работе в отделе главного конструктора Ижевского механического завода.
Разработал произвольные и стандартные самозарядные пистолеты калибра 5,6 мм моделей Иж-34 и Иж-35, поставленные на производство в 1979 году. В 1981 году, на основе опыта эксплуатации в сборной СССР, командах «Динамо», ЦСКА это оружие было доработано и получило соответствующие индексы ИЖ-34М и ИЖ-35М.
На базе пистолета М. В. Марголина МЦ-1 под его руководством был разработан пистолет «Марго», линейка газовых пистолетов 6П36, 6П37, Иж-77-8, Иж-77-7,6, Иж-78-7,6.
В 1998 году приступил к работе над пистолетом 6П35 в конкурсе по теме НИОКР «ГРАЧ». В 2003 году под наименованием «9-мм пистолет Ярыгина» (ПЯ) этот пистолет был принят на вооружение Вооружённых сил Российской Федерации.
На основе 6П35 под руководством В. А. Ярыгина разработан пистолет для экспорта МР-446 «Викинг».
Имеет 17 авторских свидетельств на изобретения и 2 свидетельства на промышленные образцы.
В 2024 году был доверенным лицом кандидата в президенты России Владимира Путина.

## Награды и звания
- Заслуженный конструктор Российской Федерации (1998),
- Заслуженный работник промышленности Удмуртской республики (1992),
- лучший конструктор Министерства обороны СССР (1985).
- награждён орденом Почета (2002),
- почетными грамотами ЦК КПСС, Совета Министров СССР, ВЦСПС, ЦК ВЛКСМ (1987), российских оружейников (1999).
- Почётный гражданин города Ижевск (2017)
- Почётный гражданин Удмуртской Республики (22 октября 2019) — за большой личный вклад в социально-экономическое развитие Удмуртской Республики